# 4537 Valgrirasp
4537 Valgrirasp è un asteroide della fascia principale. Scoperto nel 1987, presenta un'orbita caratterizzata da un semiasse maggiore pari a 3,0103156 UA e da un'eccentricità di 0,0337014, inclinata di 8,76496° rispetto all'eclittica.